# الدمازين
الدَمازِينْ مدينة تقع في جنوب شرق السودان على الضفة الغربية لنهر النيل الأزرق على ارتفاع 492 مترًا فوق سطح البحر وتبعد عن العاصمة الخرطوم حوالي 300 كيلو متر وهي عاصمة ولاية النيل الأزرق. ونشأت وتطورت مع بناء سد الروصيرص، وتتوسط منطقة ذات تنوع بيئي ومناخي وسكاني.

## سبب التسمية
نشأت الدمازين وسط غابة كانت تعج بمختلف أنواع الحيوانات البرية والقوارض وأُطلق عليها اسم «الأمازينق»، وهو لفظ يعني بلغة قبيلة البرتا التي كانت تشكل أغلبية سكان المنطقة الفئران، وقد سمّيت به لكثرة الفئران والجرذان فيها، وبمرور الزمن تحوّر الاسم إلى أمازين أو دمازين ثم اخيراً الدمازين. وثمة رواية أخرى تذهب إلى أن الكلمة تحريف لعبارة «ده ما زين » باللهجة العربية السودانية في إشارة إلى وعورة المكان.

## التاريخ
بالرغم من أن المنطقة التي نشأت فيها الدمازين مشهورة بتاريخها الوليد حيث كانت تشكُل الحدود الجنوبية لمملكة مروي القديمة، وجزء من مملكة سنار في القرون الوسطى، إلا أن الدمازين كمدينة تعتبر واحدة من المدن الحديثة النشأة، حيث تأسست كمعسكر للعمال والموظفين والمهندسين العاملين في مشروع تشييد سد الروصيرص في عام 1960 م، تقريباً، ولا تزال المباني التي قامت ببنائها الشركة الإيطالية منفّذة المشروع، قائمة في وسط المدينة الحالية ومن بينها المستشفى ومركز الشرطة وبعض المدارس والمرافق الحكومية الأخرى. وتطوّرت الدمازين إلى تجمّع حضري عندما توافد إليها العمال من مختلف مناطق السودان للعمل في مشروع السد، واستمرت في تمددها وتوسعها بتوافد موجة ثانية من المهاجرين إليها بأعداد كبيرة من مناطق أخرى بولاية النيل الأزرق لأسباب أمنية. وقد شهدت المدينة ذاتها قتالاً بين القوات الحكومية والجيش الشعبي في عام 2010م.

## خزان الروصيرص

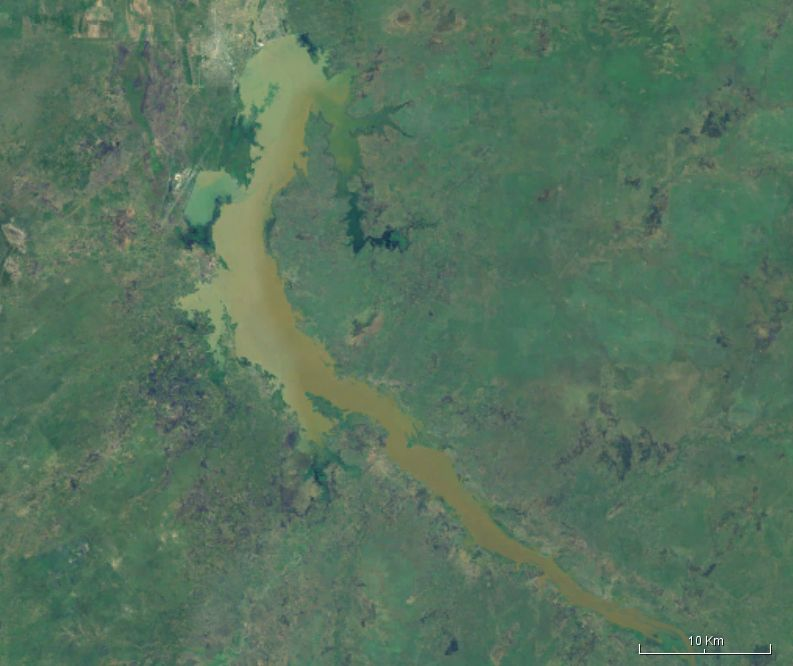
صورة فضائية لبحيرة خزان الروصيرص

وهو عبارة عن سد خرساني يبعد عن وسط مدينة الدمازين حوالي 16 كيلومتر ويهدف إلى تخزين المياه الفائضة من النيل الأزرق لاستخدامها في الري الصناعي لكافة المشروعات بمنطقة النيل الأزرق بمساعدة خزان سنار كما يولد حوالي نصف الطاقة الكهربائية الموجودة في الشبكة القومية بالسودان.

## الطوبغرافيا
تقع الدمازين في أرض منبسطة على ضفة النيل الأزرق، أحد الروافد الرئيسية لنهر النيل تتدحرج نحو مجرى النهر. ومن أبرز معالمها التضاريسية بحيرة السد الصناعية.

## المناخ
تقع الدمازين في منطقة السافانا الغنية في منطقة سفوح الهضبة الإثيوبية وتتميز بصيف معتدل، متوسط درجة حرارته السنوية 27 درجة مئوية (88 درجة فهرنهايت)، وتهطل الأمطار في الفترة من مارس وحتى نوفمبر بمعدّل سنوي يبلغ 691 مليمتر وتبلغ الأمطار ذروتها في شهر يوليو حيث تصل إلى 182 مليمتر، أي ما يعادل 7.2 بوصة.

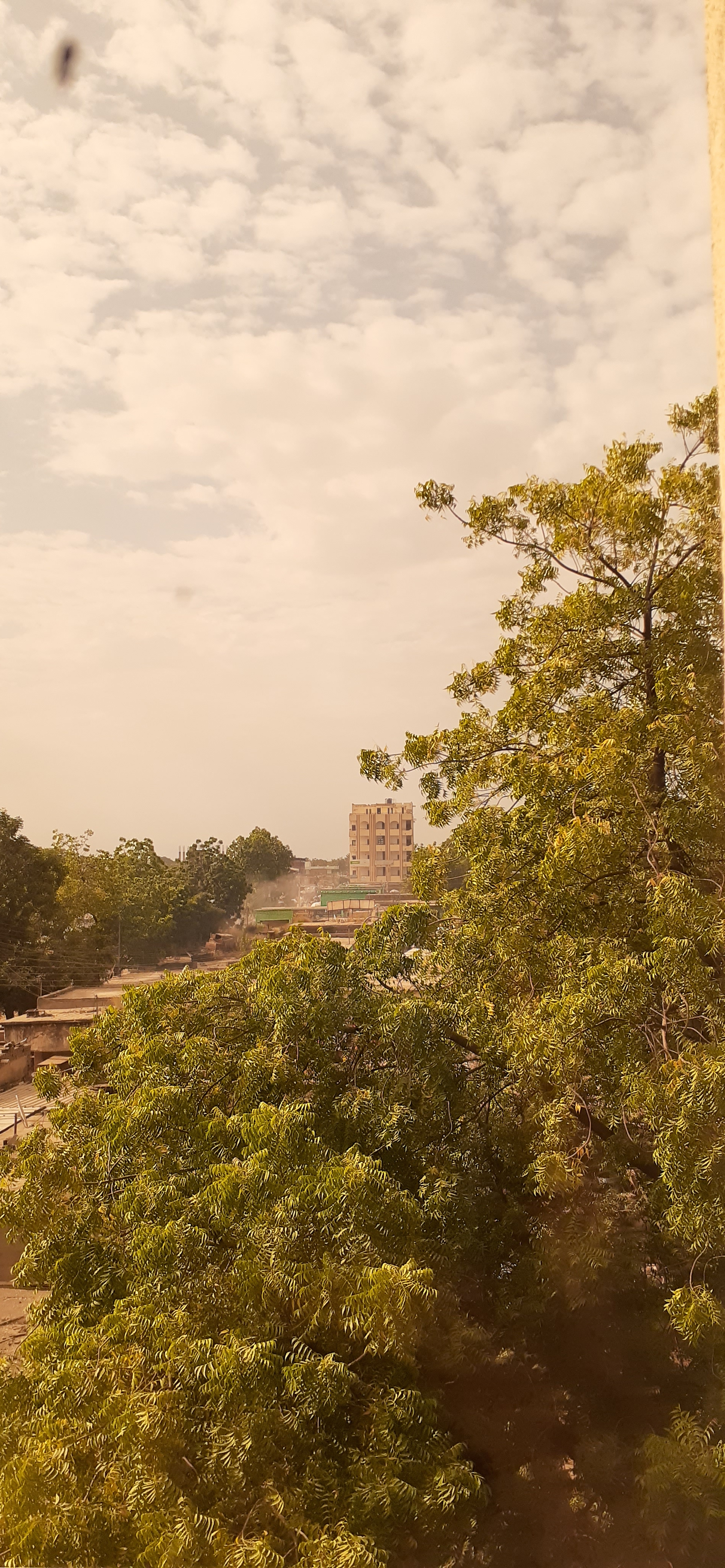
مدينة الدمازين

## الإدارة
الدمازين هي حاضرة ولاية النيل الأزرق ويقع فيها مقر الوالي ومكاتب وداووين رئاسة الولاية ووزاراتها المختلفة ورئاسة شرطة الولاية وقيادة الفرقة الرابعة للقوات المسلحة السودانية. وهي محلية من محليات ولاية النيل الأزرق الخمس إلى جانب محليات الروصيرص والكرمك وباو وقيسان.

## أحياء الدمازين السكنية
- حي الدمازين وسط
- حي الزهور
- حي الربيع
- قنيص شرق
- قنيص غرب
- الرديف
- عشرة بيوت
- الري
- خمسة دقائق
- حي القسم
- حي الطائف
- حي الصفا
- حي الرياض
- حي الثورة
- حي النصر
- حي اركويت
- حي المزاد
- حي الدرجة
- حي ريّح بالك
- حي الشاطئ
- مربع 60
- حي المطار
- حي دار السلام
- حي بانت
- حي الهجرة
- حي الدوحة
- حي السكة حديد (المحطة)

## السكان
جدول يبين النمو السكاني في المدينة خلال العقود الأخيرة

| السنة | عدد السكان (نسمة) |
| ----- | ----------------- |
| 1973  | 12,233            |
| 1983  | 27,591            |
| 1993  | 71,821            |
| 2007  | 212,782 (تقديرات) |

## التعليم
توجد بالمدينة ميئات المدارس بمختلف المراحل وأنواع التعليم العام ، من مدارس مرحلة الأساس - ابتدائي ومتوسط- ،والمرحلة الثانوي ، والمجامع الاسلاميه لتحفيظ القرآن الكريم وعلومه. كما توجد بها العديد من الجامعات وأكبرها جامعة النيل الأزرق التي تضم كليات التربية، والهندسة، والاقتصاد، وتنمية المجتمع. كما تضم كلية الدمازين التقنية ، و توجد بها بعض مراكز الأبحاث منها مركز تابع لجامعة السودان المفتوحة.

## النشاط الثقافي
نظمت جامعة النيل الأزرق تظاهرة ثقافية كبيرة في عام 2005 م بمناسبة مرور خمسمائة عام على تأسيس مملكة سنار 1505 م وشارك فيها عدد من أبرز المؤرخين وأساتذة الفلوكلور من المعاهد والكليات المتخصصة في دراسة التاريخ والفنون الشعبية من بينها معهد الدراسات الأفريقية والآسيوية. كما تشتهر المدينة بالرقصات الشعبية على آلة الوازا المحلية وهي من آلات النفخ. وفي يناير / كانون الثاني 2014 م، نظمت الدمازين الدورة المدرسية القومية الثالثة والعشرين والتي شاركت في فعالياتها المختلفة من رياضية وثقافية فرق تمثل عدد من المدارس بولايات السودان.

## معالم المدينة
- خزان الروصيرص وشبكة توليد الكهرباء

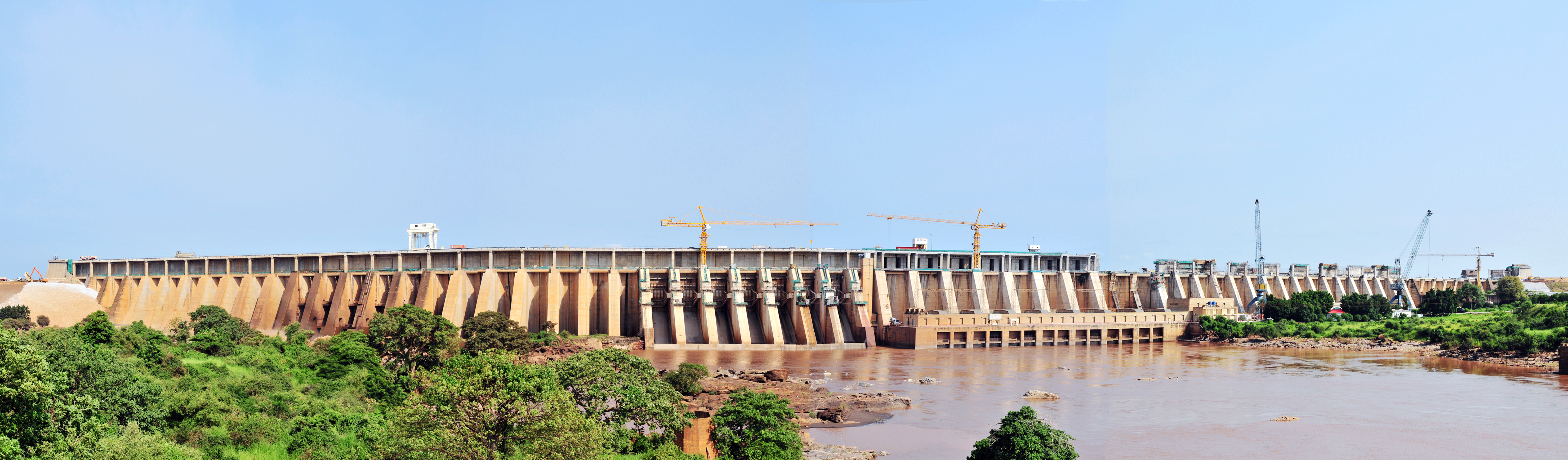
خزان الروصيرص

- مباني الرئاسة
- المستشفى الصيني
- مستشفى مكة لطب العيون
- التأمين الصحي
- المستشفى الملكي
- قصر الضيافة
- مبنى إدارة الدفاع المدني

## النشاط الاقتصادي

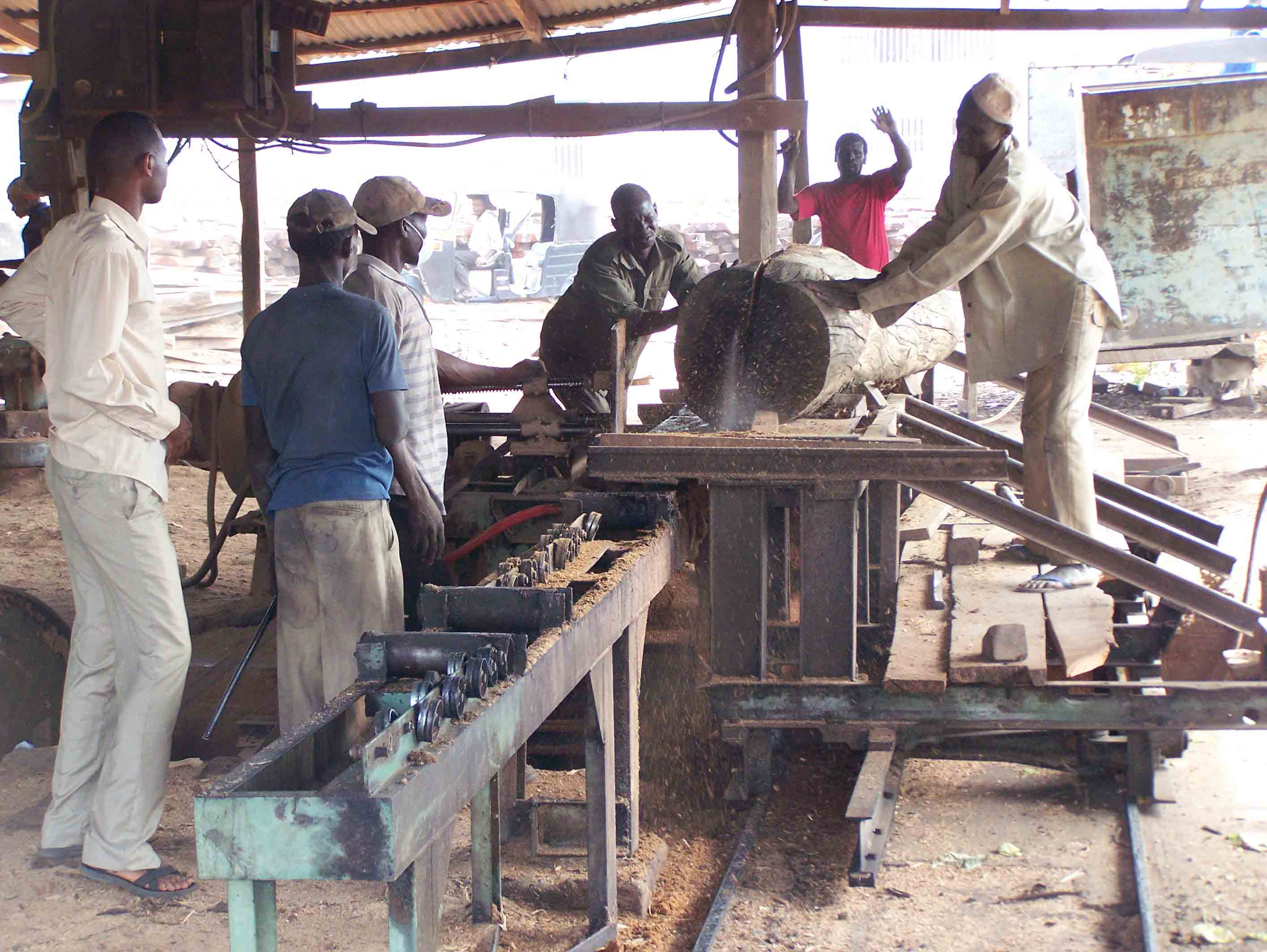
قطع الأخشاب

تشكّل الزراعة والرعي والتجارة أهم قطاعات النشاط الاقتصادي، ويعتبر سوق الدمازين من الأسواق الرائدة في المنطقة لبيع المحاصيل الزراعية مثل زهرة الشمس والسمسم والصمغ العربي والذرة والخضروات والفواكه، خاصة الموز والمانجو والجريب فروت، وأما الصناعة فتتمثُل في بعض الصناعات الخفيفة التي تنتجها معاصر الزيوت النباتية ومطاحن الدقيق ومصانع السكر ومناشير الأخشاب.
وتوجد بالمدينة عدُة فروع للمصارف وهي:
- بنك أم درمان الوطني
- البنك السوداني الفرنسي
- بنك الادّخار والتنمية الاجتماعية
- بنك الخرطوم
- البنك الإسلامي
- البنك الزراعي
- بنك البركة
- بنك المزارع التجاري

## النقل والمواصلات
الطريق الرئيسي المؤدي إلى المدينة شمالاً هو الطريق القومي: سنجة ـ الدمازين.
وهناك طريق قومي آخر يربطها بالكرمك شرقاً إلى جانب طرق أخرى تمتد غرباً وجنوباً تربط المدينة أرياف الولاية.
وقد كان للنقل بالسكة الحديدية دوراً هاماً في بناء السد وقيام مدينة الدمازين حيث تم نقل آليات ومعدات بناء السد بقاطرات السكك الحديدية. ويمتد الخط نحو الجرف وسنجة وسنار ومن هناك إلى الخرطوم عبر ود مدني، وإلى بورتسودان عبر القضارف وكسلا.
ويوجد مطار محلي هو مطار الدمازين ليربطها جواً بالخرطوم ورمزه في منظمة إيكاو هو HSDZ .

## موقع المدينة

موقع مدينة الدمازين

تقع الدمازين في الجزء الجنوبي من ولاية النيل الأزرق جنوباً، على بعد 16 كيلومتر من خزان الروصيرص، وحوالي 500 كيلومتر من أقرب نقطة في ولاية أعالي النيل بدولة جنوب السودان، كما تبعد حوالي 450 كيلومتر من مدينة سنار.
يحدها من الشرق النيل الأزرق. ومن الشمال قرية أبو رماد، ومن ناحية الغرب قرية أقدي، ومن الجنوب والجنوب الغربي جبال الإنقسنا.
المسافة بين وسط مدينة الدمازين وسد الروصيرص هي 3 كيلومترات فقط. بينما المسافة بين مدينة الدمازين وقرية الروصيرص هي 16 كيلومتر فقط .

## معرض الصور

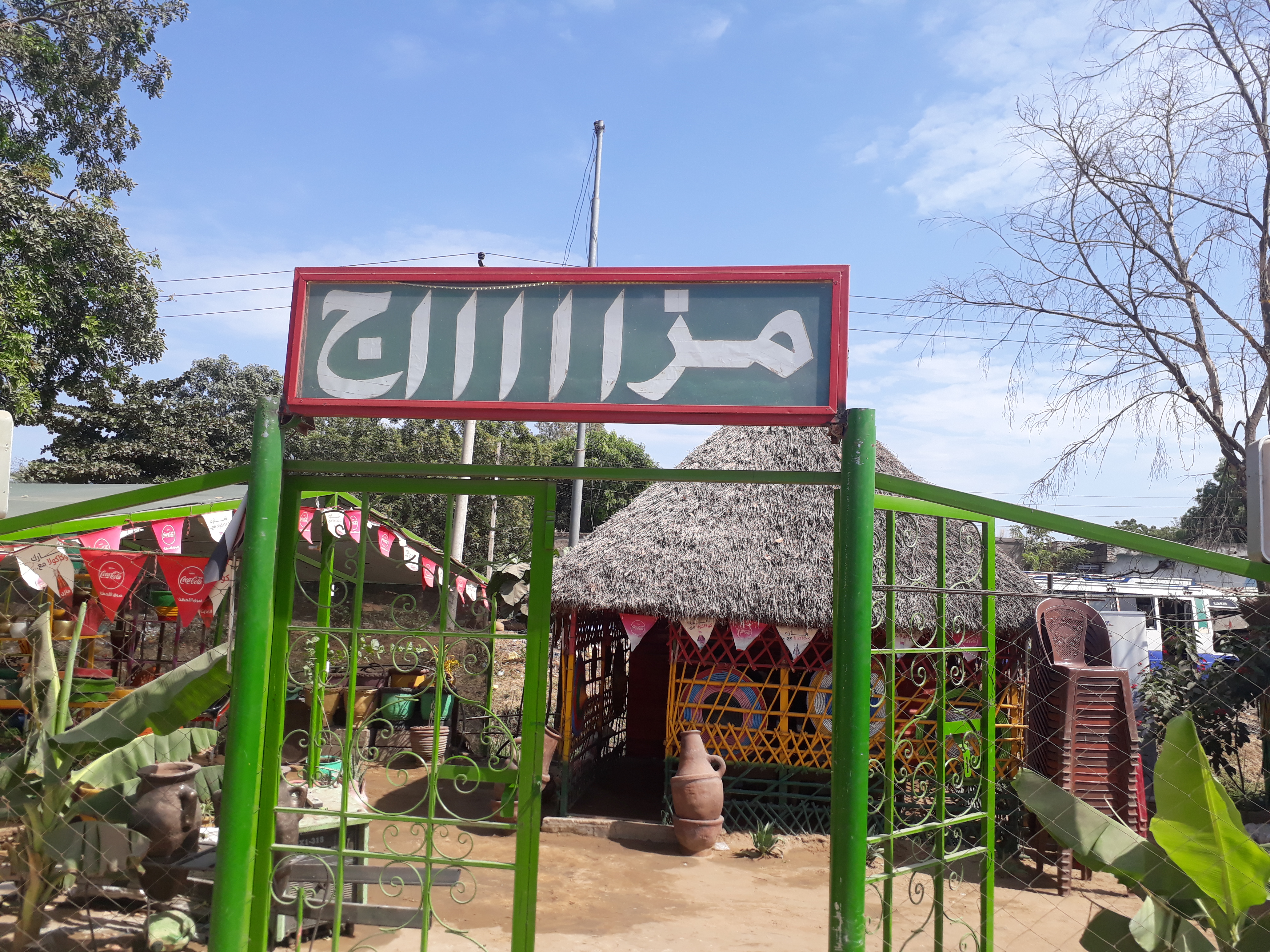
كافية مزاج بوسط مدينة الدمازين
صورة من الأعلى لقرية السراجيه في ريف شمال الدمازين بإقليم النيل الأزرق